# Lanciano
Lanciano es una pequeña ciudad de los Abruzos, en Italia, en la provincia de Chieti. Se encuentra en la costa del Mar Adriático de Italia. Tiene una población de 36.228 habitantes.
Aquí se conserva desde hace más de doce siglos el primero y más grande de los milagros Eucarísticos: el Milagro de Lanciano. Es la ciudad natal de Longinos el soldado romano que atravesó con su lanza el costado de Jesús.

## Geografía
El centro de la ciudad está situado a 265 sobre el nivel del mar, pero su altitud varía desde los 33 metros de la "contrada" Serre, cerca del río Sangro, a los 410 m (San Nicolino, en el límite con Castel Frentano).
El territorio de Lanciano se sitúa en donde las faldas de la Majella van cayendo hacia el mar. Hacia el sur llega a limitar con el río Sangro. La ciudad es atravesada por el torrente Feltrino, que pasa un poco al norte del centro histórico. Este último se encuentra sobre tres colinas (Erminio, Petroso e Selva), mientras el desarrollo posterior tuvo lugar sobre terrenos más planos al sur de este.

## Barrios

### Centro histórico

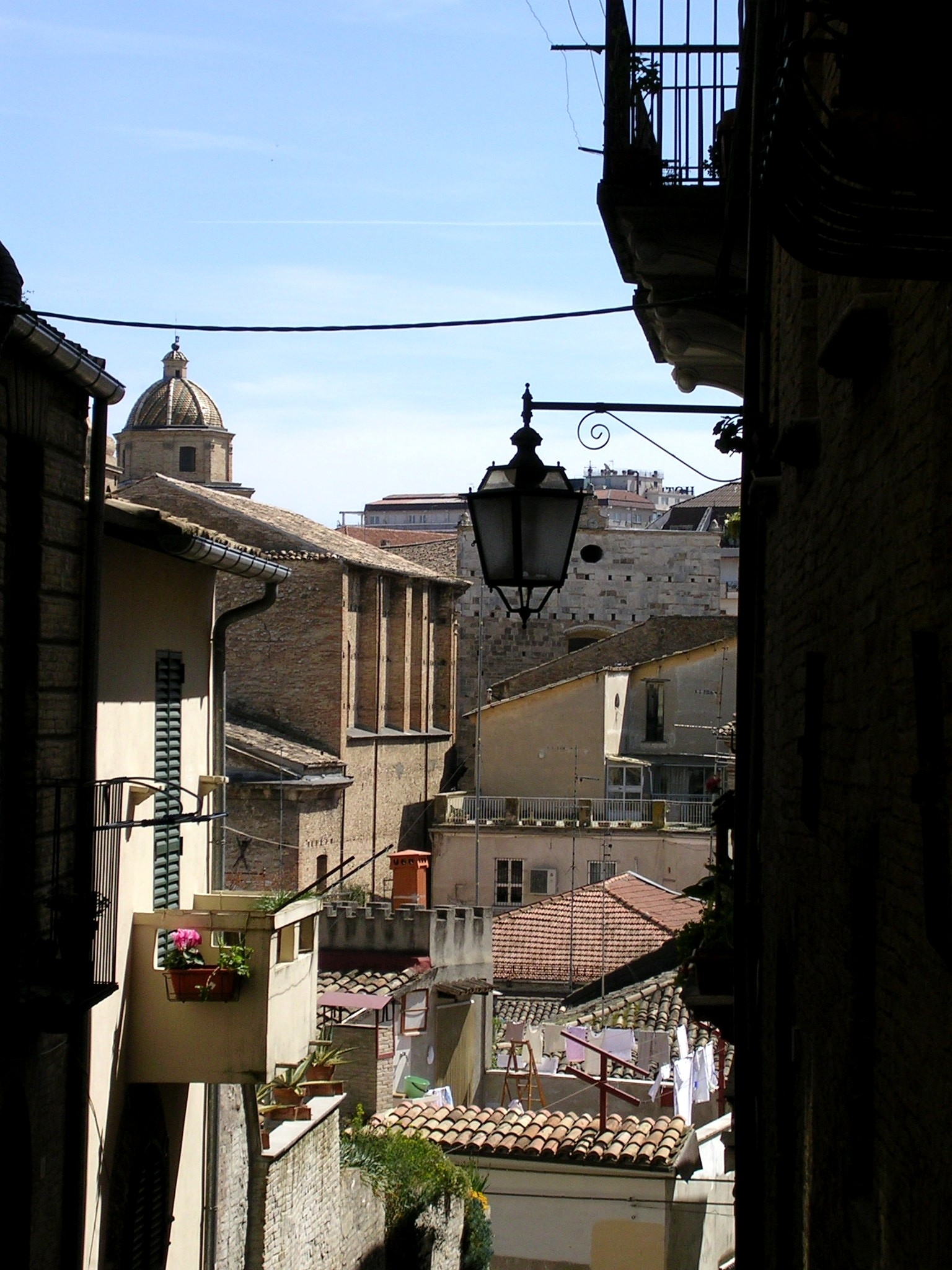
Centro histórico de Lanciano.

El centro histórico de Lanciano se encuentra sobre las colinas Erminio, Pietroso y Selva y se divide en cuatro barrios: Borgo, Civitanova, Lancianovecchia y Sacca.
Es conocida por el Milagro de Lanciano. En la Iglesia de San Francisco se guardan las reliquias del milagro.

### Pedanías

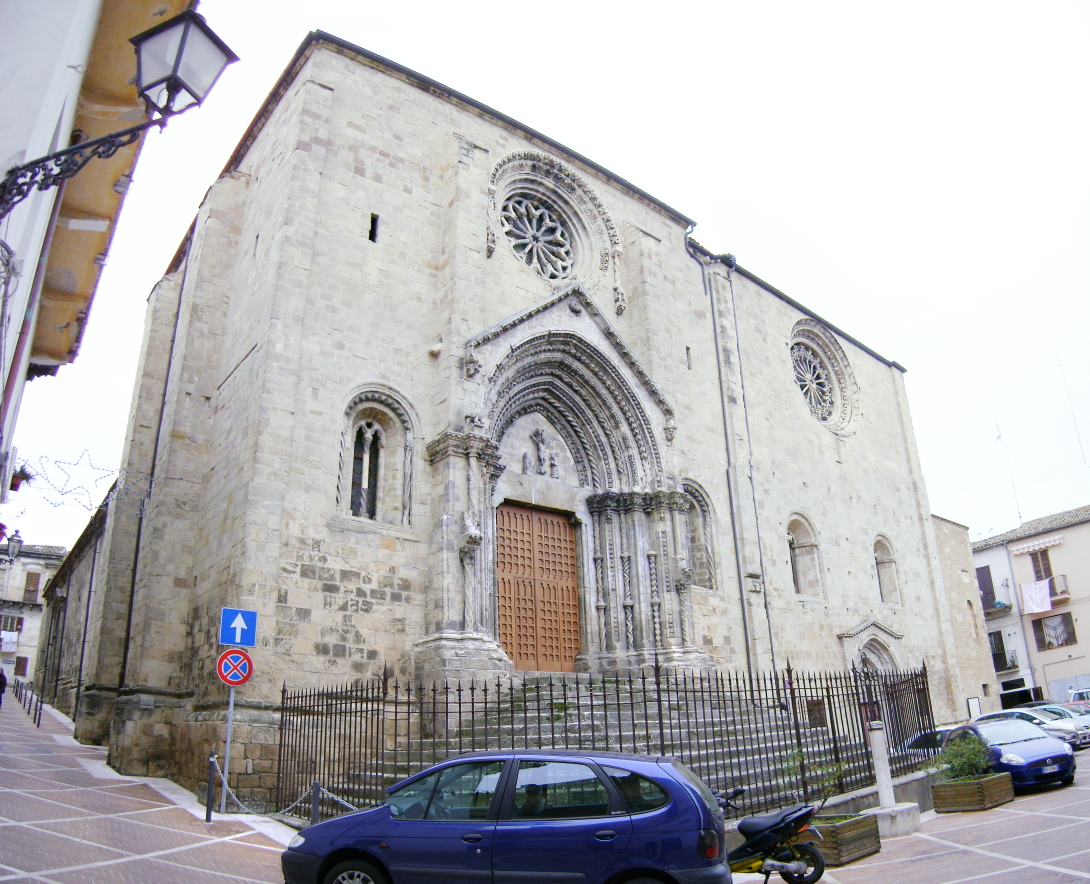
Santa Maria Maggiore

El centro urbano de Lanciano se encuentra rodeado de 33 pedanías, diseminadas por todo el territorio municipal. La población estimada en estos centros poblacionales se estima en unos 12682 habitantes según censo de 2005.
Las pedanías de Lanciano son las siguientes: Camicie, Colle Campitelli, Colle Pizzuto, Costa di Chieti, Follani, Fontanelle, Gaeta, Iconicella, Madonna del Carmine, Marcianese, Nasuti, re di Coppe, Rizzacorno, Sabbioni, San Iorio, Santa Croce, Santa Giusta, Santa Liberata, Santa Maria dei Mesi, Sant'Amato, Santa Nicolina, Sant'Egidio, Sant'Onofrio, Serre, Serroni, Spaccarelli, Torremarino, Torre Sansone, Villa Andreoli, Villa Carminello, Villa Elce, Villa Martelli, Villa Pasquini, Villa Stanazzo.

## Evolución demográfica
| Gráfica de evolución demográfica de Lanciano entre 1861 y 2001 |
|                                                                |
| Fuente ISTAT - elaboración gráfica de Wikipedia                |